# Ozicrypta noonamah
Ozicrypta noonamah är en spindelart som beskrevs av Raven och Churchill 1994. Ozicrypta noonamah ingår i släktet Ozicrypta och familjen Barychelidae.
Artens utbredningsområde är Northern Territory, Australien. Inga underarter finns listade i Catalogue of Life.